# کلتسک
کلتسک (به لاتین: Kletsk) یک منطقهٔ مسکونی در بلاروس است که در منطقه مینسک واقع شده‌است. کلتسک ۱۱٬۲۳۷ نفر جمعیت دارد.